# Charles Ernest Lucet

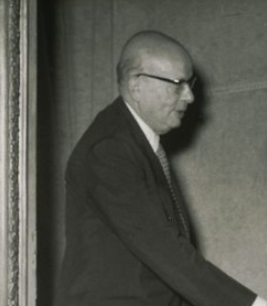
Charles Ernest Lucet

Charles Ernest Lucet (* 16. April 1910 in Paris; † 25. März 1990) war ein französischer Botschafter.

## Leben
Sein Vater war Arzt. Sein jüngerer Bruder Jean Maurice Lucet war Erdölunternehmer; sein Unternehmen hatte die Verwaltung des Port autonome de Bordeaux übernommen.
Charles Ernest Lucet studierte Rechtswissenschaft an der École libre des sciences politiques.
Er trat in den 1930er Jahren in den diplomatischen Dienst ein.
1935 war er in der Nordamerika-Abteilung des französischen Außenministeriums am Quai d’Orsay und wurde zum Attaché an die Botschaft nach Washington entsandt, wo er zum Botschaftsrat befördert wurde. Im November 1942 wurde er vom Vichy-Regime abberufen, er folgte dieser Abberufung nicht und schloss sich der Exilregierung de Gaulles an, für welche er bis Februar 1943 in Washington akkreditiert war. Ab 1943 war er für de Gaulle im Kommissariat für Äußere Angelegenheiten der Exilregierung in Algier beschäftigt und wurde bis 1945 Botschafter der französischen Exilregierung in Ankara.
Von 1945 bis 1946 war er Botschafter der provisorischen französischen Regierung in Beirut beim Generaldelegierten des Völkerbundmandat für Syrien und Libanon, Paul Emile Beynet, beziehungsweise ab 1946 bei Béchara el-Khoury im Libanon. Von 1947 bis 1950 war er Botschafter der vierten Republik bei Faruq in Ägypten. Von 1950 bis 1953 war er im französischen Außenministerium beschäftigt.
Von 1953 bis 1955 saß er auf dem Sitz Frankreichs im Sicherheitsrat der Vereinten Nationen.
Von 1955 bis 1959 war er Botschaftsrat an der französischen Botschaft in Washington unter Maurice Couve de Murville und Hervé Alphand bei der Regierung Dwight D. Eisenhower.
Von 1959 bis 1965 leitete er im französischen Außenministerium die Abteilung politische Angelegenheiten.
Von 1965 bis 1972 war er Botschafter der Regierung Frankreichs von Georges Pompidou bei den Regierungen Lyndon B. Johnson und Richard Nixon.
Von 1972 bis 1974 war er Botschafter der Regierung Frankreichs von Georges Pompidou bei Giovanni Leone in Rom.
Anschließend war er in der Privatwirtschaft tätig.

## Ehrungen
- 1961: Großkreuz des Ordens des Infanten Dom Henrique